# Panicum perlongum
Panicum perlongum är en gräsart som beskrevs av George Valentine Nash. Panicum perlongum ingår i släktet vipphirser, och familjen gräs. Inga underarter finns listade i Catalogue of Life.